# Firmino Bernardino
Firmino Bernardino, né le 19 mars 1950 à Venda do Pinheiro (pt), est un coureur cycliste portugais.

## Palmarès

### Par année
- 1968
  -  Champion du Portugal du contre-la-montre par équipes

- 1970
  - Grand Prix Robbialac :
    - Classement général
    - 7e étape

  - Trophée Noticias
  - 2e du Tour du Portugal
  - 3e du championnat du Portugal de la montagne
  - 3e du Grand Prix de Riopele

- 1971
  -  Champion du Portugal de la montagne
  - 2e du Tour du Portugal
  - 2e du Grand Prix de Cintra
  - 2e de Campo Grande-Lisbonne
  - 3e du championnat du Portugal sur route
  - 3e du championnat du Portugal de poursuite

- 1972
  - 2ea et 13ea étapes du Tour du Portugal

- 1973
  - 3e du Trofeu Abril

- 1974
  - 10e étape du Tour du Portugal
  - 2e étape du Grand Prix Curado
  - 2e du Grand Prix Curado

- 1975
  - 2e du championnat du Portugal sur route
  - 3e de la Polymultipliée

- 1976
  - Tour du Portugal :
    - Classement général
    - 9e étape

  - 2e du championnat du Portugal sur route amateurs

- 1977
  - 8e étape du Tour du Portugal
  - 2e du championnat du Portugal sur route amateurs

- 1978
  - 3e étape du Tour de l'Algarve
  - 2e du Grand Prix International de Torres Vedras

- 1979
  - Tour de l'Algarve
  - Grand Prix International de Torres Vedras
  - Grand Prix Abimota
  - 3e de Porto-Lisbonne

- 1980
  - Grande Prémio do Concelho de Loures :
    - Classement général
    - Prologue et 2eb étape (contre-la-montre)

  - Tour de l'Algarve :
    - Classement général
    - 5e étape (contre-la-montre)

  - Prologue du Grand Prix International de Torres Vedras
  - 1re étape du Grand Prix Jornal de Notícias
  - 2e du Grand Prix International de Torres Vedras

- 1984
  - 2e du championnat du Portugal sur route amateurs
  - 2e de Porto-Lisbonne
  - 3e du Tour de l'Alentejo

### Résultat sur le Tour de France
1 participation
- 1975 : abandon (12e étape)